# لی دانگنا
لی دانگنا (انگلیسی: Li Dongna؛ زادهٔ ۶ دسامبر ۱۹۸۸) بازیکن فوتبال اهل چین است.
وی همچنین در تیم ملی فوتبال زنان چین بازی کرده‌است.